# Midtjyllands Lufthavn
Midtjyllands Lufthavn (IATA: KRP, ICAO: EKKA), voorheen Karup Lufthavn, is een luchthaven 24 kilometer ten zuidwesten van de Deense stad Viborg en 21 kilometer ten noordoosten van Herning.
De civiele luchthaven ligt op het hetzelfde terrein als de in 1940 geopende luchtmachtbasis Karup. De eerste civiele vluchten werden uitgevoerd in 1965. Vanaf de luchthaven worden er meerdere malen per dag vluchten uitgevoerd naar Kopenhagen.